# 滝川具和
滝川 具和（たきがわ ともかず、安政6年7月22日（1859年8月20日） - 大正12年（1923年）2月12日）は、明治時代の大日本帝国海軍軍人（海兵6期）。最終階級は海軍少将。海軍内部における中国通（支那通）。

## 略歴・人物
幕臣滝川具挙の子として江戸に生まれた。幼名は規矩次郎（きくじろう）。兄に西南戦争で戦死した滝川具綏、弟に小林銀三（小林こと養子）、妹にさと（名和又八郎妻）ら。兄の具綏は旧幕軍として箱館戦争まで戦い抜いたため朝敵という扱いになり、このため明治2年（1869年）5月に弟の具和が家督を継いだ。
明治12年（1879年）8月9日、海軍兵学校卒業。明治17年（1884年）、「清輝」分隊士として中国沿岸を航海したのが、中国初体験であった。明治22年（1889年）、海軍大学校甲号学生。この間、各艦乗組を経て、明治24年（1891年）に海軍兵学校砲術教官となる。翌明治25年（1892年）、海軍参謀部に出仕し、11月、清国に天津駐在海軍武官として、軍事調査の為に派遣された。
以後、日清戦争開戦までの時期、北京公使館付武官井上敏夫とともに、渤海沿岸・遼東半島・朝鮮半島西海岸の戦要地誌の調査に当たった。明治27年（1894年）、日清戦争では巡洋艦「筑紫」の副長として従軍、明治28年（1895年）、スループ「武蔵」の副長となった。日清戦争後、明治28年（1895年）8月から台湾総督府軍務局に勤務した後、明治30年（1897年）、在清国公使館付武官として、再び天津に駐在した。ドイツの膠州湾租借、ロシアの旅順・大連、フランスの広州湾租借にいたる時期の情勢探索に当たった。明治33年（1900年）5月9日、「武蔵」の艦長に昇進し、「高砂」艦長に転じ、義和団の乱期の清国沿岸で警備任務に従った。明治35年（1902年）、ドイツ国公使館付武官となりベルリンに赴任、日露戦争時は、欧州にて特別任務にあたった（「ドッガーバンク事件」参照）。
明治39年（1906年）5月10日、軍艦「朝日」艦長を経て、明治39年旅順鎮守府参謀長を務め、海軍少将となった。大正4年（1915年）7月22日に後備役となる。1923年、65歳で没した。

## 栄典
位階
- 1885年（明治18年）9月16日 - 従七位[2]
- 1890年（明治23年）11月1日 - 正七位[3]
- 1895年（明治28年）4月15日 - 従六位[4]
- 1898年（明治31年）3月8日 - 正六位[5]
- 1899年（明治32年）11月6日 - 従五位[6]
- 1904年（明治37年）11月18日 - 正五位[7]
- 1909年（明治42年）9月20日 - 従四位[8]

勲章等
- 1895年（明治28年）
  - 9月27日 - 勲五等双光旭日章[9]
  - 11月18日 - 明治二十七八年従軍記章[10]
- 1901年（明治34年）11月20日 - 勲三等旭日中綬章[11]
- 1902年（明治35年）5月10日 - 明治三十三年従軍記章[12]
- 1906年（明治39年）4月1日 - 明治三十七八年従軍記章[13]
- 1915年（大正4年）11月10日 - 大礼記念章（大正）[14]